# Australian Tour EP
Australian Tour EP è un EP degli Snuff pubblicato nel 1999.

## Tracce
1. Anpan Man - 1:53
2. Angel Attack - 1:51
3. Yuki - 2:23
4. I Will Survive - 2:52
5. C'mon Kids Let's Do the Headbang - 2:28